# 아키나리촌
아키나리촌(秋成村)은 니가타현 나카우오누마군에 있던 촌이다.

## 역사
- 1889년 4월 1일 - 정촌제 시행에 의해 나카우오누마군 아키나리촌이 성립하였다.
- 1955년 1월 1일 - 시모후나토촌, 도마루, 가미고촌, 아시가사키촌, 나카후카미촌과 합병해 쓰난정이 되어 소멸하였다.

## 참고문헌
- 『市町村名変遷辞典』東京堂出版、1990年。